# Иловатка
Иловатка — село в Старополтавском районе Волгоградской области России, административный центр Иловатского сельского поселения.
Основано предположительно в 1737 году.
Население - 1434 (2010)

## История
Основано предположительно в 1737 году переселенцами из Тамбовской губернии. С 1807 по 1845 год в исповедных ведомостях жители значатся однодворцами. Первоначально располагалось на правом берегу Волги при ерике Иловатом. К середине 19 века переведены в государственные крестьяне. В XIX веке село также упоминается как Иловатый Ерик. С 1861 года Иловатка становится центром Иловатской волости Самарской губернии, в которую входили сёла: Красный Яр, Белокаменка, Иловатка, Колышкино, Курнаевка и Потёмкино.
В голод 1921 году вспыхнуло восстание Вакулина-Попова. Зимой 1921 года отрядом Пятакова в Иловатке были казнены все коммунисты и им сочувствовавшие.
С 1922 года село входит в состав Автономной области немцев Поволжья. С 1924 по 1927 год - в составе Ровенского (Зельманского) кантона АССР немцев Поволжья. Постановлением ВЦИК РСФСР № 124 от 6 декабря 1927 года "Об изменениях в административном делении АССР НП и о присвоении немецким селениям прежних наименований, существовавших до 1914 года" село включено в состав Старо-Полтавского кантона, при этом кантонный центр перенесён из Старой Полтавки в Иловатку. Постановлением ВЦИК от 18 января 1935 года село стало центром Иловатского кантона АССР немцев Поволжья. В соответствии с Указом Президиума Верховного Совета СССР от 7 сентября 1941 года Иловатский кантон АССР немцев Поволжья был преобразован в Иловатский район и включён в состав Сталинградской области (с 1961 года - Волгоградской)).
В годы Великой Отечественной войны Иловатке базируется госпиталь.
В 1952 году принимается решение о переносе села на новое место, в связи со строительством Волжской ГЭС и заполнением Волгоградского водохранилища. Переселение завершилось в 1958 году.
В 1967 году в селе работали: колхоз им. Ленина, хлебоприёмный пункт, мельница, электростанция, больница, Сеть магазинов Сельпо (сельская потребительская кооперация), Комбинат бытовых услуг, Сельхозтехника, Рыбколхоз, есть заготовительная контора, ветлечебница, большая районная нефтебаза, лесхоз, СУ«Межколхозстрой», маслозавод, хлебозавод, бойня.
Согласно Решению Исполнительных комитетов Волгоградского областного (промышленного) и (сельского) Советов депутатов трудящихся  от 07 февраля 1963 года № 3/55  «Об укрупнении сельских районов и изменении подчиненности районов и городов Волгоградской области» Иловатский район полностью вошел в состав Николаевского района. С 1964 года село включено в состав Старополтавского района.

## Физико-географическая характеристика
Село Иловатка расположено в степи, в Низком Заволжье, на восточном берегу Волгоградского водохранилища, на высоте 24 метра над уровнем моря. Рельеф местности равнинный. Почвы каштановые
Расстояние до районного центра села Старая Полтавка составляет 56 км, до областного центра города Волгограда - 250 км, до ближайшего крупного города Саратова - 140 км.
Климат
Климат умеренный континентальный (согласно классификации климатов Кёппена - Dfa). Многолетняя норма осадков - 379 мм. Наибольшее количество осадков выпадает в июле - 43 мм, наименьшее в марте - 21 мм. Среднегодовая температура положительная и составляет + 7,1 °C, средняя температура самого холодного месяца января -10 °C, самого жаркого месяца июля +23,2 °C.
Часовой пояс
Иловатка, как и вся Волгоградская область, находится в часовой зоне МСК (московское время). Смещение применяемого времени относительно UTC составляет +3:00.

## Население
Динамика численности населения по годам:
| 1859 | 1889 | 1897 | 1910 | 1926 | 1939 | 1959 | 1987  | 2002 | 2010 |
| ---- | ---- | ---- | ---- | ---- | ---- | ---- | ----- | ---- | ---- |
| 1776 | 3008 | 3462 | 4862 | 3283 | 3552 | 3782 | ≈2200 | 1758 | 1434 |

| 1959 | 2010  |
| ---- | ----- |
| 3782 | ↘1434 |

По переписи 1926 года в селе были — 732 домохозяйства, в которых проживали 3283 жителя (из них только 60 немцев).